# Fort bij Edam

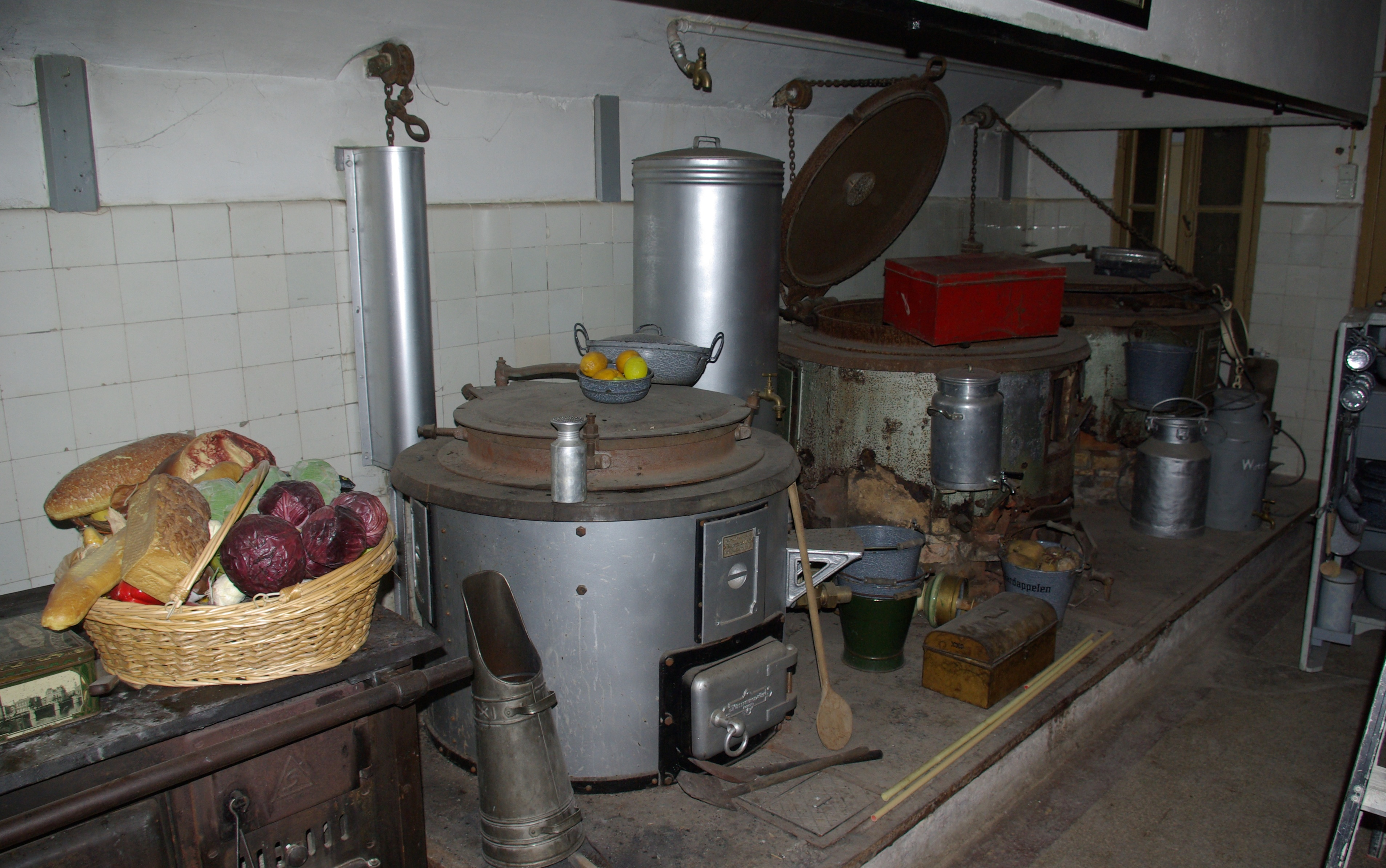
De keuken waar voor 300 man het eten werd bereid

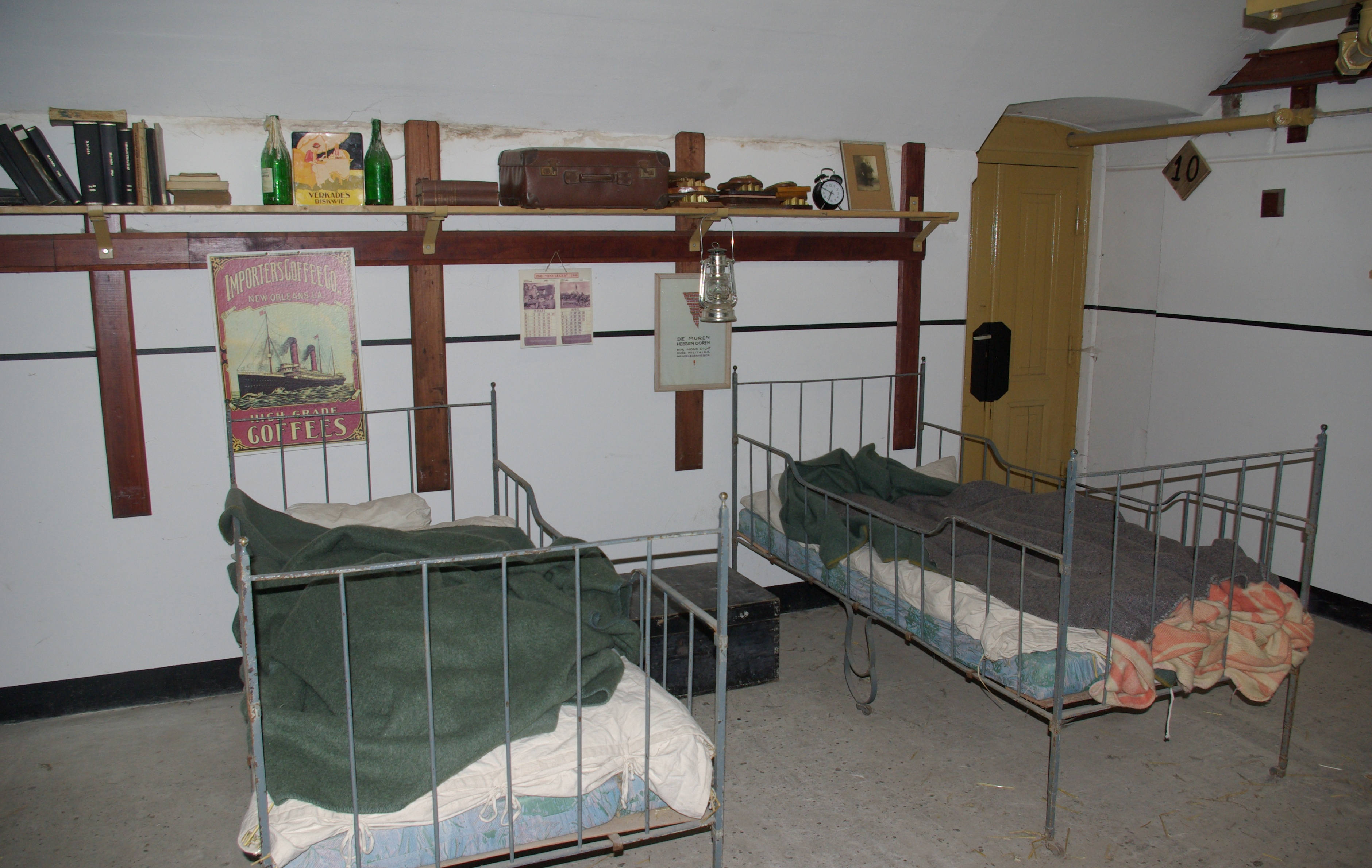
Interieur van een manschappenverblijf

Het Fort bij Edam is een fort van de Stelling van Amsterdam. Het fort is gelegen ten noorden van de Edammersluis in de Polder Zeevang bij Edam. Het fort maakt deel uit van het Unesco Werelderfgoed Stelling van Amsterdam, die tussen ongeveer 1880 en 1920 werd aangelegd als verdedigingsgordel rond de hoofdstad. 

## Bouw
In 1885 werd begonnen met de bouw van de dienstwoning en de bergloods bij Fort bij Edam. Deze dienden als directiekeet en voor de opslag van gereedschappen tijdens de bouw. De slappe veenbodem was ongeschikt en de veengrond werd deels afgegraven en afgevoerd en hiervoor kwam een dikke zandlaag in de plaats. Het zand werd met schepen aangevoerd en veel van de forten van de stelling liggen direct aan het water voor deze reden. In 1908 begon de bouw van het fort model B. Het zand werd deels weer weggegraven en meer dan 2000 palen werden de grond ingeslagen. Op de heipalen kwamen de gebouwen van ongewapend beton. Het uitgegraven zand werd later gebruikt voor afdekking aan de voor- en de bovenzijde van het fortgebouw. Het fort heeft geen hefkoepels, maar kreeg een middenvoor geplaatste gepantserde frontkazemat van waaruit voorwaarts gevuurd kon worden. In 1913 werd het fort opgeleverd. De directiekeet werd in gebruik genomen door de fortwachter.

## Gebruik
Tijdens de mobilisatieperiode in Eerste Wereldoorlog van 1914 tot 1918 waren er militairen in het fort gelegerd. Daarna raakte het fort in onbruik. Tijdens de Tweede Wereldoorlog was het fort in gebruik bij de Duitse Wehrmacht. Na de bevrijding in 1945 werden er NSB'ers en collaborateurs gevangengezet. Van 1948 tot 1980 is het fort een wapen- en munitieopslagplaats geweest, onder meer voor onbruikbaar gemaakte handvuurwapens. In 1951 werd er op het terrein bij het fort een kokerschietbaan aangelegd voor de Nationale Reserve, de politie en Staatsbosbeheer. Deze schietbaan wordt nog steeds gebruikt door de plaatselijke schietvereniging. 
In 1986 heeft het ministerie van Defensie het fort overgedragen aan Staatsbosbeheer. In 2005 werd op initiatief van een groep vrijwilligers de Stichting Fort bij Edam opgericht, die Staatsbosheer behulpzaam is bij het beheer en de exploitatie van het fort.